# Війтівка
Війті́вка (з 1946 по 1996 — Чапаєвка) — село в Україні, у Бершадській міській громаді Гайсинського району Вінницької області.

## Географія
Розташоване за 7 км на північ міста Бершадь. Селом проходить автомобільний шлях місцевого значення Т 0209. На південному заході межує з селом Бирлівка, на півночі з селами Сумівка, Крушинівка, на південному-сході з селом Велика Киріївка і з містом Бершадь на півдні.
Селом протікає річка Війтовочка, ліва притока Дохни.

### Транспорт
За 9 км на північ знаходиться станція Генріхівка. Станція знаходиться у селі Красносілка (праворуч від дороги на Теплик за мостом через Буг). На станції зупиняється поїзд Вінниця-Христинівка. Також можна користуватися вузькоколійною залізничною станцією Бершадь, де зупиняються поїзди Рудниця-Гайворон.

## Історія
Виникло у першій половині XVII століття. Ймовірно назва села походить від слова війт.
Перша церква Іоанна Златоустого існувала приблизно до 1774, знищена пожежею.
Друга дерев'яна церква Різдва Пресвятої Богородиці побудована на місці першої у 1779 році. У 1847 році розширена.
Було у власності Потоцьких (біля 1745), у 1790-х - емігранта з Франції Жуля де Поліньяка, відтак графа-камергера Мошинського, на 1866 рік - у власності відставного ротмістра Станіслава Юр'євича.
На 1866 рік прихожан 1480 чоловіків і 1511 жінок, всі православні, крім однієї католицької родини, 1 чоловіка і двох жінок раскольників. Майже всі селяни-власники, українці. 17 дворів відставних і побілетних солдатів, 6 дворів однодворців. Одне училище, де навчаються 60 хлопців і 12 дівчат.
Станом на 1885 рік у колишньому власницькому селі Бершадської волості Ольгопільського повіту Подольської губернії мешкало 3450 осіб, налічувалось 388 дворових господарства, існували православна церква, школа, постоялий двір.
7 (20) листопада 1917 року, відповідно до Третього Універсалу Української Центральної Ради, увійшло до складу Української Народної Республіки.
Під час другого голодомору у 1932–1933 роках, проведеного радянською владою, загинуло 150 осіб.
З 1946 по 1996 рік мало назву Чапаєвка. 1996 селу повернуто історичну назву.
12 червня 2020 року, відповідно розпорядження Кабінету Міністрів України № 707-р «Про визначення адміністративних центрів та затвердження територій територіальних громад Вінницької області», село увійшло до складу Бершадської міської громади.
19 липня 2020 року, в результаті адміністративно-територіальної реформи та ліквідації Бершадського району, село увійшло до складу Гайсинського району.

## Населення

### Мова
Розподіл населення за рідною мовою за даними :
| Мова            | Кількість | Відсоток |
| --------------- | --------- | -------- |
| українська      | 4403      | 99.30%   |
| російська       | 27        | 0.61%    |
| вірменська      | 1         | 0.02%    |
| румунська       | 1         | 0.02%    |
| інші/не вказали | 2         | 0.05%    |
| Усього          | 4434      | 100%     |

## Господарка
Здавна село спеціалізувалося на виробництві зі свинини — фірмові ковбаси і сало ще в середні віки поставлялося до Львова, Кракова, Москви та ін. великих міст. Сьогодні війтівські копчені ковбаса та кури відомі далеко за межами України.

## Відомі люди
- Гоменюк-Мельник Ірина Остапівна (1913—1989) — заслужена майстриня народної творчості УРСР.
- Замковий Олександр Григорович (23.04.1992 — 11.10.2023) — український військовик, учасник російсько-української війни[8].
- Козійчук Віктор Павлович (24.10.1980 — 31.08.2023) — український військовик, учасник російсько-української війни[9].
- Косташ Володимир Вікторович (25.04.1982 —12.01.2023) — український військовик, учасник російсько-української війни.[10][11]
- Криворука Сергій Григорович (16.04.1968—30.11.2022) — український військовик, учасник російсько-української війни[12].
- Нікітенко Іван Трифонович (1900—1976) — український науковець у галузі механізації сільського господарства, лауреат Державної премії УРСР в галузі науки і техніки.
- Олянчин Домет Герасимович (1891—1970) — український історик.
- Жуль де Поліньяк (1746-1817) - перший герцог Поліньяк, що емігрував з Франції під час Великої Французької революції і певний час мешкав разом з сестрою та дітьми у Війтівці, подарованій йому Катериною Другою. Сином Поліньяка був очільник французького уряду під час Липневої революції Жуль де Поліньяк.
- Семенець Олексій Миколайович (1995—2022) — молодший сержант Збройних Сил України, учасник російсько-української війни, що загинув у ході російського вторгнення в Україну в 2022 році.[13][14]
- Шнек Валерій Володимирович (02.06.1978 — 11.08.2023) — український військовик, учасник російсько-української війни[15].
- Шубович Любов Максимівна — народна майстриня-вишивальниця.[16]

## Сучасність
У селі працює школа, кіно, сільський клуб, два дитячих садочки.
Серед сільськогосподарських підприємств провідне місце належить ВАТ «Птахокомбінат „Бершадський“» (700 працівників, валова виручка за рік — близько 90 млн грн.) Також на території села розташовані СФГ «Новосулківське» та ПП «Еліта». Діють 12 магазинів, 3 кафе-бари, 5 кіосків, 2 перукарні, швейні послуги, шиномонтаж, лазня, 2 млини, 2 ковбасних цехи, 2 майстерні з виготовлення виробів із дерева та багато інших послуг.
Розвинена індивідуальна підприємницька діяльність — близько 100 підприємців є платниками єдиного податку (так звані СПД).
Старовинна церква Різдва Пресвятої Богородиці (УПЦ МП) є пам'яткою архітектури.

## Галерея

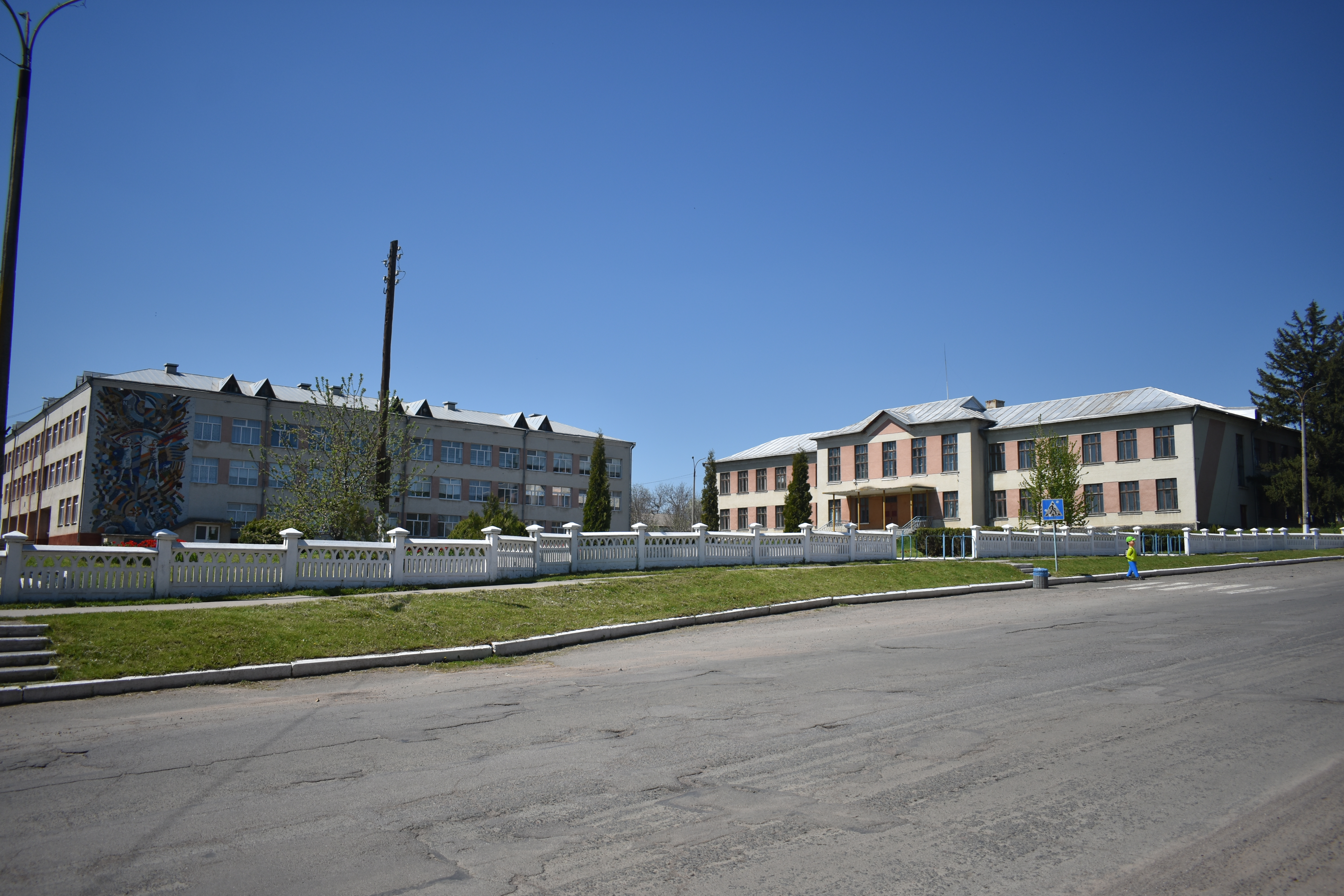
Школа
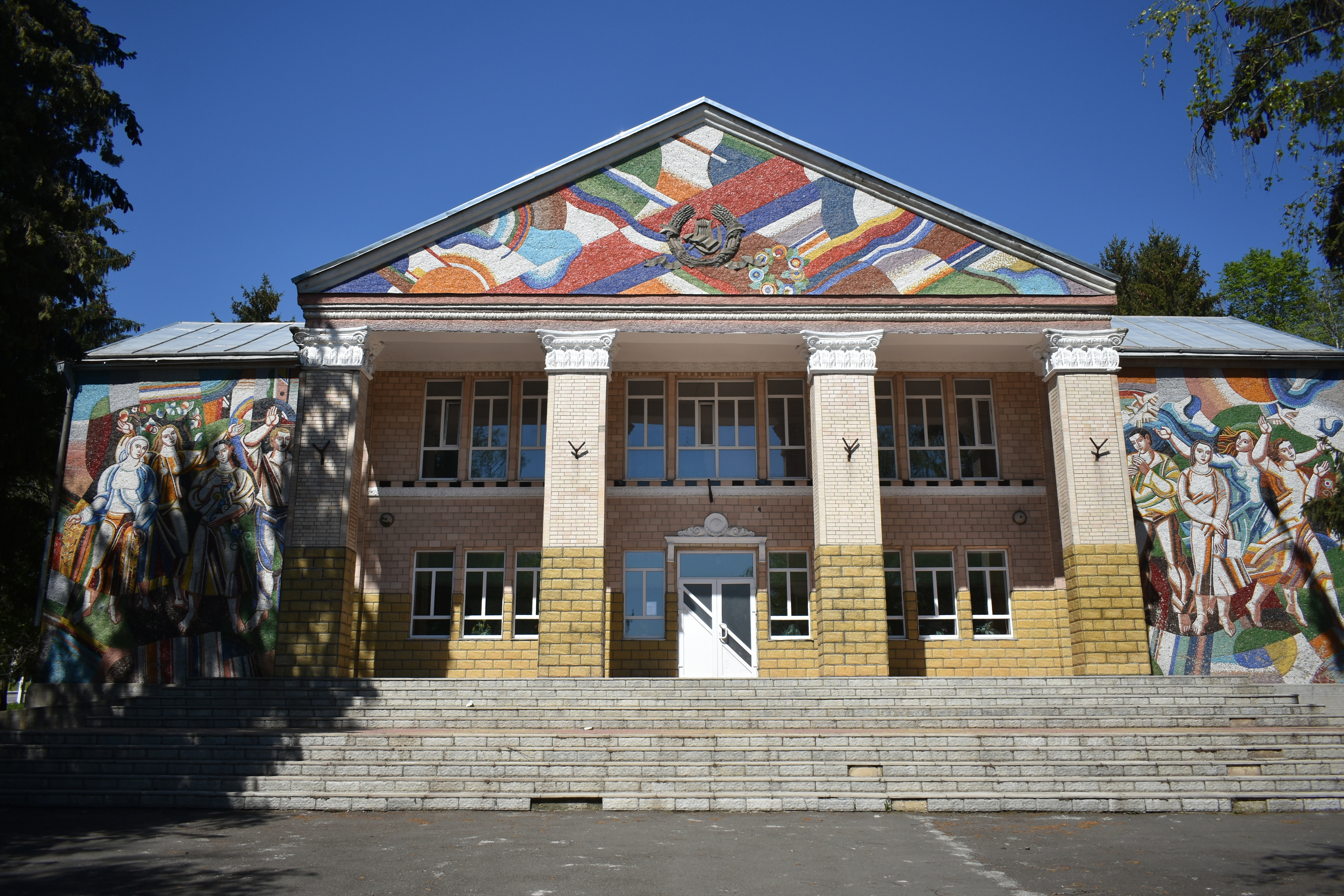
Будинок культури
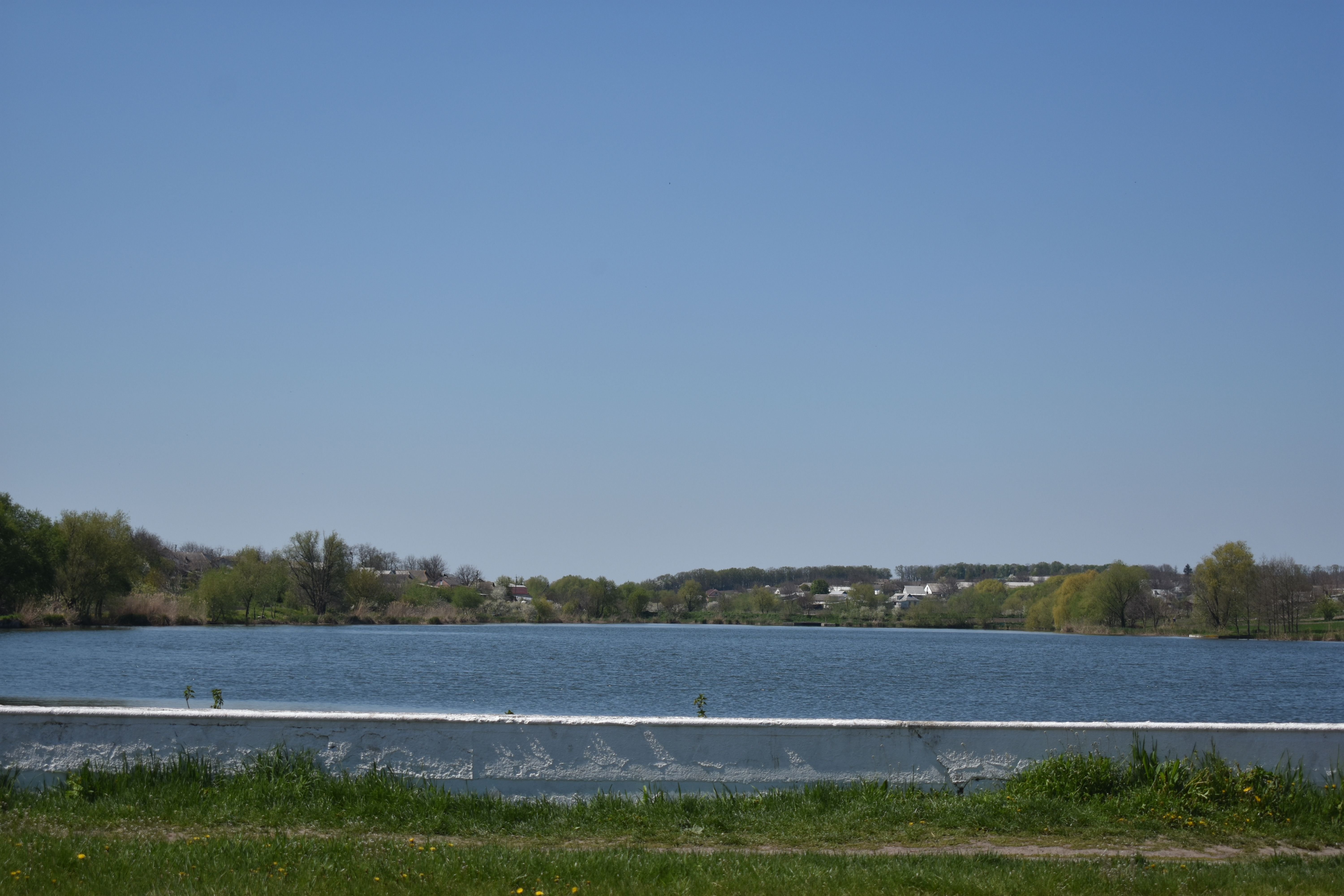
Ставок на річці Війтовочка
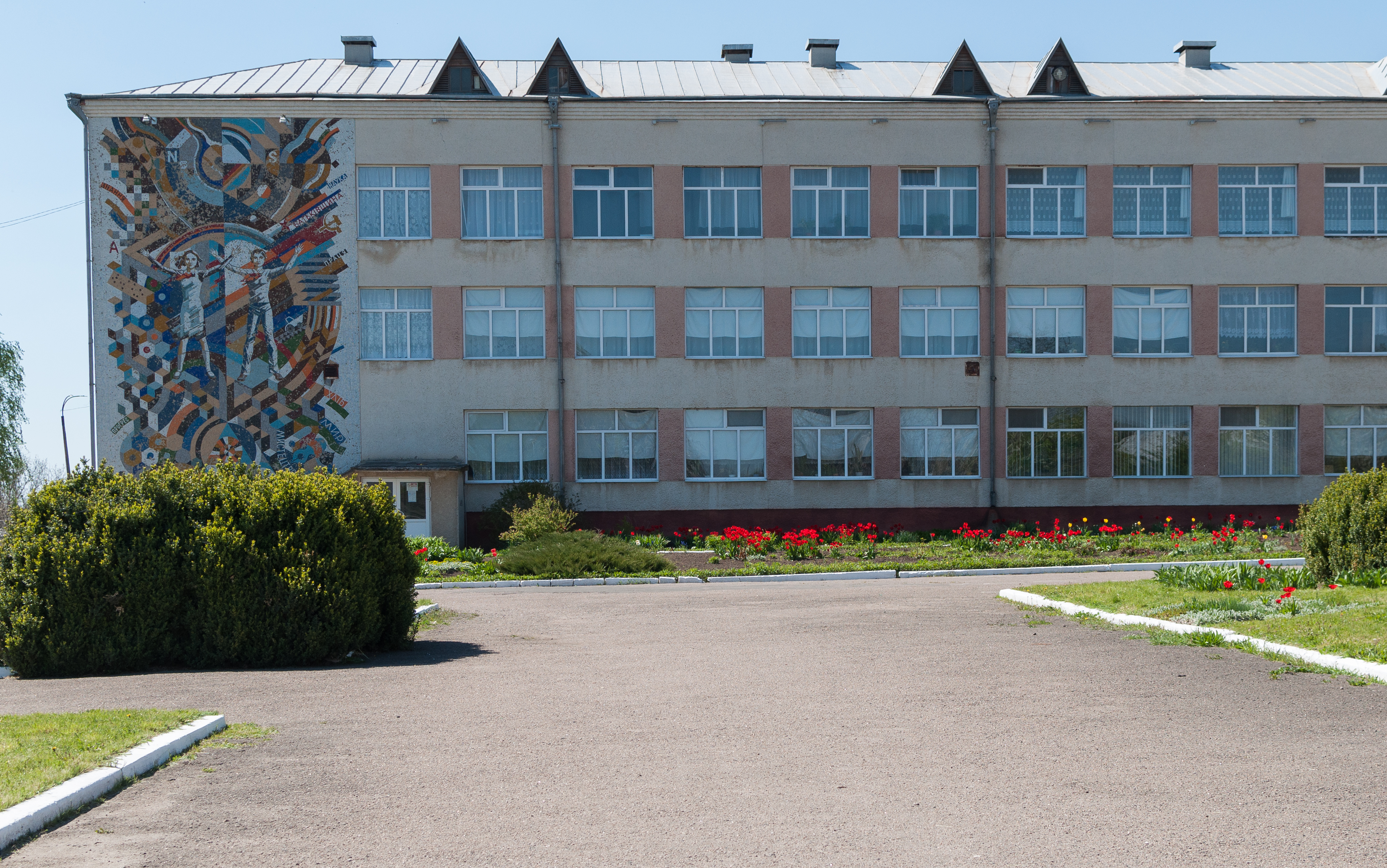
Школа
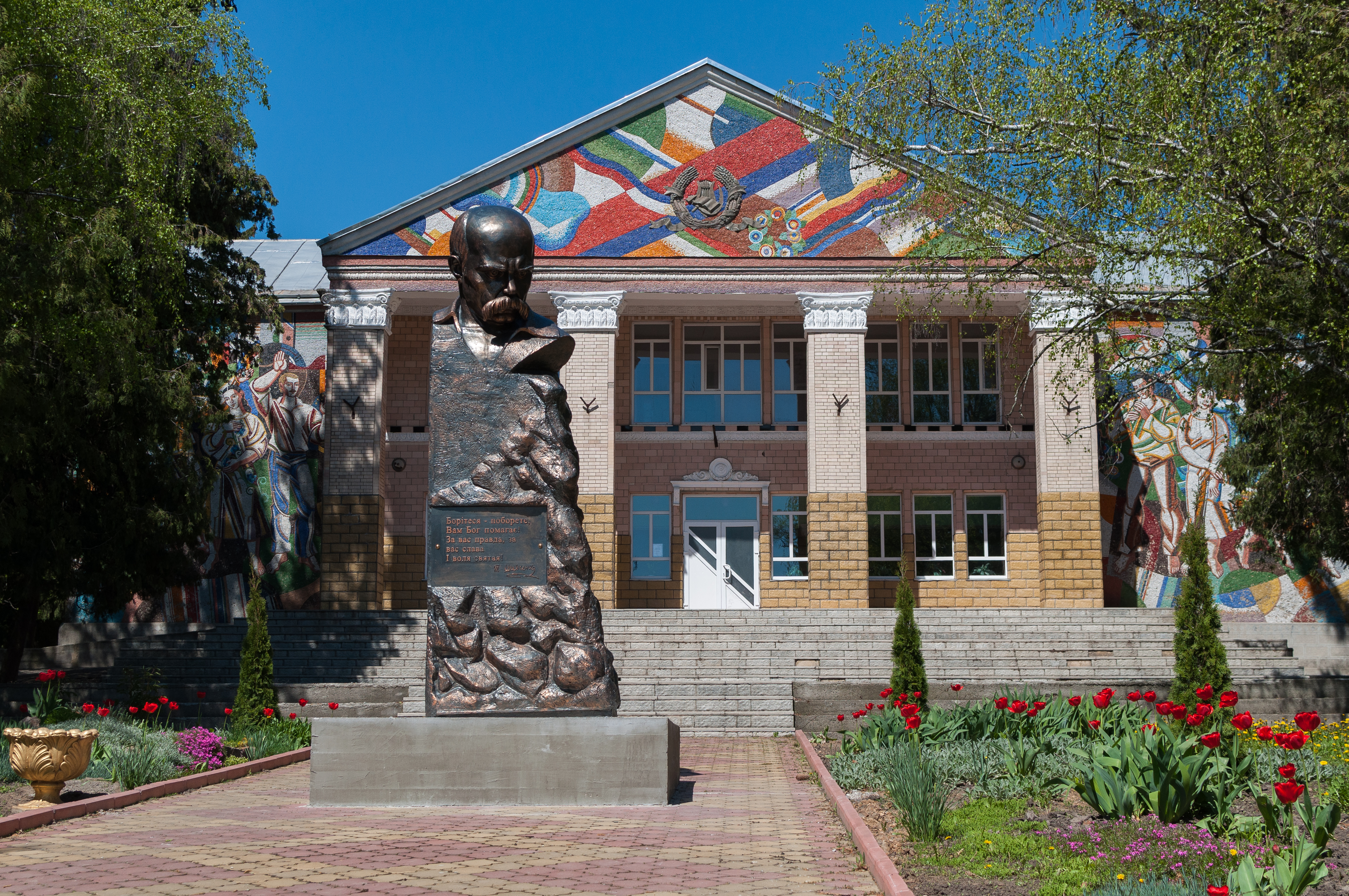
Пам'ятник Т.Г. Шевченку і Будинок культури